# Kreisbach (Gemeinde Wilhelmsburg)
Kreisbach ist ein Ort und eine Katastralgemeinde der Stadtgemeinde Wilhelmsburg im Bezirk St. Pölten in Niederösterreich.

## Geografie
Die westlich von Wilhelmsburg liegende und über die Landesstraße L5117 erreichbare Streusiedlung, die zugleich das Einzugsgebiet des Kreisbaches darstellt, besteht aus der Siedlung Reith und zahlreichen Einzellagen.

## Geschichte
Laut Adressbuch von Österreich waren im Jahr 1938 in der Ortsgemeinde Kreisbach ein Tierarzt, zwei Gastwirte, zwei Gemischtwarenhändler, ein Rauchfangkehrer, ein Schmied, eine Schneiderin und mehrere Landwirte ansässig.

## Sehenswertes
- Schloss Kreisbach, eine im 12. Jahrhundert errichtete und mehrmals umgebaute  Anlage